# Miguel Hidalgo y Costilla
Pour les articles homonymes, voir Miguel Hidalgo et Hidalgo.

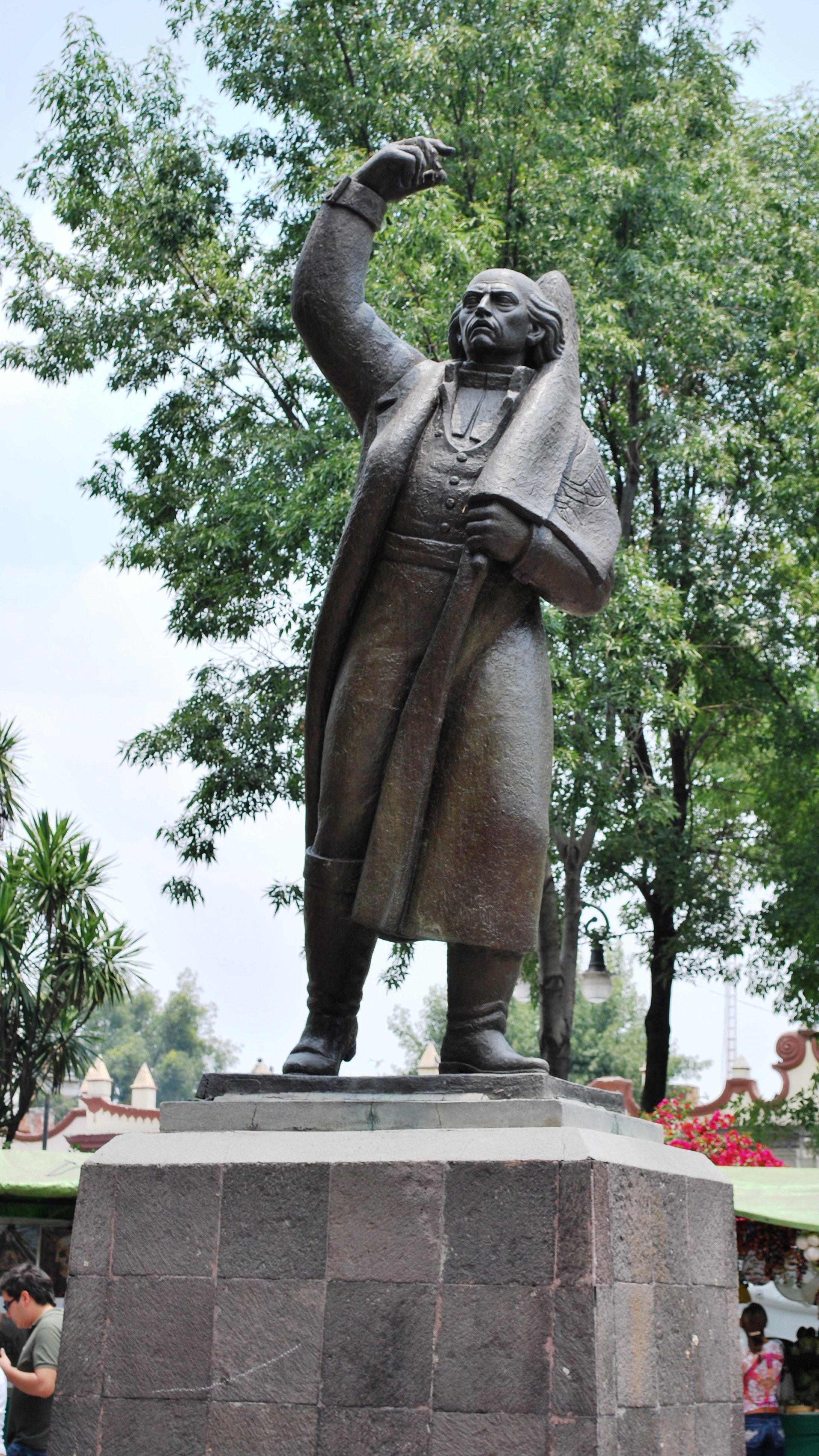
Statue de Miguel Hidalgo à Coyoacán

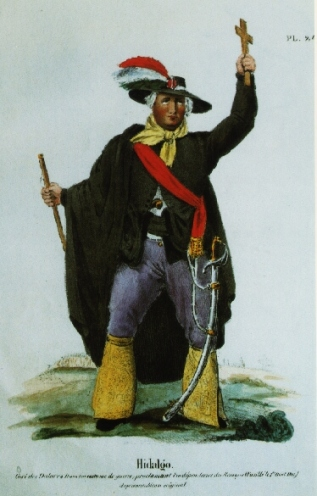
Miguel Hidalgo copie d’après une gravure originale (Planche 16) de Claudio Linati dans Costumes et mœurs du Mexique édité à Londres par Engelman, Graf Coindet & Cie en 1830.

Don Miguel Gregorio Antonio Ignacio Hidalgo y Costilla y Gallaga Mondarte Villaseñor ou plus simplement Miguel Hidalgo (né le 8 mai 1753 dans l'hacienda de Corralejo, près de Pénjamo dans l’État actuel de Guanajuato, au Mexique et mort le 30 juillet 1811 à Chihuahua)  est un prêtre catholique mexicain, héros de l'indépendance du Mexique.

## Biographie
Second fils de Cristóbal Hidalgo y Costilla et de Ana María de Gallaga, tous deux descendants d'émigrés galiciens, Miguel Hidalgo est un religieux, ordonné prêtre en 1789, dont l'insurrection qu'il déclenche le 16 septembre 1810 en faveur de Ferdinand VII, roi d'Espagne, marque le début d'une guerre qui se termine avec l'indépendance mexicaine en 1821.
Il est considéré dans son pays comme le « père de l'indépendance mexicaine. »

### Prêtre
Miguel Hidalgo est un  Espagnol né au Mexique, auquel le système colonial n'accorde pas les privilèges dont jouissent les Espagnols nés dans la métropole, dits Peninsulares.
Il suit des études de théologie et il est ordonné prêtre à 25 ans. Il fut le recteur du Collège San Nicolás à Valladolid (aujourd’hui Morelia), où il avait pour disciple José María Morelos, qui plus tard le rejoindra dans sa lutte contre les privilèges dont jouissaient les Espagnols nés dans la péninsule Ibérique.
Les autorités de la Nouvelle-Espagne accusèrent Hidalgo d'être ce que l'on nommait alors un cura solicitante c'est-à-dire un curé, qui, abusant de sa situation, obtenait des faveurs sexuelles des femmes de sa paroisse ; il dut alors affronter un procès que lui intenta l'Inquisition, les charges furent abandonnées grâce à ses talents oratoires.
Hidalgo affronta d'autres problèmes ; il fut notamment accusé de détournements de fonds dans l'administration du Colegio de San Nicolás (es) ; pour cette raison, les autorités lui confisquèrent les haciendas de Santa Rosa, San Nicolás et Xaripeo, qu'il avait acquises durant sa fonction de trésorier.
Hidalgo planta près de son village des mûriers pour l’élevage des vers à soie. Le gouvernement qui protégeait les soieries espagnoles les fit arracher. Il planta alors des vignes qui subirent le même sort.

### Insurgé
Au Mexique, la guerre qui débute en 1810 en tant que réaction à l'éviction de Ferdinand VII et contre Joseph Bonaparte, imposé à l'Espagne par les Français, n’est pas qualifiée de Révolution, comme le fut celle des États-Unis en 1776. Ses acteurs sont nommés insurgentes et realistas. Elle marque le début d'un processus qui donnera l'indépendance du pays en 1821.
Hidalgo est le prêtre de la paroisse de Dolores Hidalgo, une petite ville minière.
Il apprend quelques langues indigènes ce qui lui permet d'enseigner le latin aux natifs de la région et défie ouvertement plusieurs règles de l’Église catholique, y compris la chasteté (il aura cinq enfants) ce qui était habituel pour l’époque dans les contrées de l’Empire espagnol; les prêtres avaient de la famille comme le décrit Humboldt.
Il y donne aussi des fêtes somptueuses que préside sa maîtresse.
Alerté par Josefa Ortiz de Domínguez (« La Corregidora ») que les autorités en place ont découvert la conspiration de Querétaro (es) et qu’il sera bientôt interrogé par la police, il se décide à agir, lance au peuple de la ville une proclamation que l'on nommera plus tard : Grito de Dolores (du nom du village où il a été lancé) dans la nuit du 15 septembre 1810, « Longue vie à la Vierge de Guadalupe, vive Ferdinand VII, à bas le mauvais gouvernement ! », se référant à celui de Joseph Bonaparte imposé par les Français.
Il dirige ensuite la foule contre les partisans de Joseph Bonaparte, pour  la plupart nés en Espagne qui seront massacrés sous ses ordres à Guanajuato et dans d’autres villes.
Le 20 septembre 1810 Hidalgo fut nommé généralissime des armées d'Amérique.
Après la bataille de Monte de las Cruces contre les troupes du colonel favorable au gouvernement de Joseph Bonaparte Trujillo, à l'issue incertaine (chacun des camps se disant victorieux, les royalistes allant jusqu'à frapper une médaille pour commémorer leur victoire), contre toute attente, dans un moment d’apparente indécision, le Père Hidalgo ordonne la retraite vers Valladolid.
Aujourd’hui encore on ne s’explique pas les raisons de sa décision, mais on pense qu'il ne voulait pas que ses troupes, qui ne comprenaient que deux bataillons de militaires de carrière, entrent dans México : il craignait peut-être que les autres éléments ne deviennent incontrôlables, s’y livrent à des excès et à des pillages et qu'ils y soient finalement vaincus et détruits.

### Martyr et Héros
Hidalgo est vaincu par un général venu d'Espagne, Félix María Calleja lors de la bataille du pont de Calderón le 17 janvier 1811, il ordonne la retraite de ses troupes vers Ixtlahuaca puis en direction de Toluca.
Le 21 mars 1811, trahi par Ignacio Elizondo (es), il est arrêté en compagnie de Francisco Lanzagorta (es), José Mariano Jiménez (es), Mariano Abasolo (es), Ignacio Allende et Juan Aldama et d’autres insurgés à Acatita de Baján (es).
L'inquisition le contraint à se repentir publiquement puis il est fusillé et décapité pour ses « crimes », le 30 juillet 1811.
Sa tête fut envoyée à Guanajuato, où elle fut exposée jusqu'en 1821.
Il est considéré dans son pays comme le père de la Patrie ; on peut lire sur les médailles commémoratives et les plaques distribuées aux officiels par le gouvernement de Porfirio Diaz en 1910 pour le centième anniversaire du Grito de Dolores : 
« Padre te llama el pueblo mexicano : tu le diste la vida noble anciano »
Ses restes reposent dans le mausolée situé à la base d’ El Ángel de la Independencia à Mexico, en compagnie de ceux de Juan Aldama, Ignacio Allende, Nicolás Bravo, Vicente Guerrero, José Mariano Jiménez, Mariano Matamoros, Francisco Javier Mina, José María Morelos y Pavón, Andrés Quintana Roo, Leona Vicario et Guadalupe Victoria

## Postérité
L’effigie de don Miguel Hidalgo y Costilla qui ornait déjà les timbres-poste mexicains apparut pour la première fois sur les monnaies de 5 et 10 pesos en or d’un poids de respectivement 4,166 grammes et 8,333 grammes en 1905, plus tard en 1918 il fut émis des pièces de 2,5 pesos or d’un poids de 2,083 grammes.
Dès le début du XXe siècle Hidalgo a figuré aussi sur de nombreuses monnaies et sur plusieurs billets de la Banque du Mexique, il apparait sur les billets de 1000 pesos, séries actuellement en circulation depuis le 15 novembre 2004.
Une statue de Miguel Hidalgo, œuvre du sculpteur mexicain Juan Fernando Olaguíbel (es), se trouve près des installations de l'Organisation internationale du travail (OIT/BIT) à Genève.
Cette statue est régulièrement fleurie par les enfants de l’école mexicaine de Genève le jour du Grito.